# Viện Dân biểu Bắc Kỳ
Viện Dân biểu Bắc Kỳ hay Bắc kỳ Nhân dân Đại biểu viện (Hán Nôm: 北圻人民代表院, tiếng Pháp: Chambre des Représentants du Peuple du Tonkin) là một cơ quan tham vấn cho chính quyền Liên bang Đông Dương ở Bắc Kỳ, được thành lập vào ngày 10 tháng 4 năm 1926 theo nghị định của Toàn quyền Đông Dương Alexandre Varenne. Viện Dân biểu Bắc Kỳ có nhiệm vụ góp ý kiến cho chính quyền khi được tham vấn nhưng không được phép bàn về chính trị và phải được phép của Thống sứ Bắc Kỳ nếu muốn thảo luận thêm vấn đề gì. Tiền thân của Viện Dân biểu Bắc Kỳ là Hội đồng Tư vấn Bản xứ Bắc Kỳ (Chambre Consultative Indigène du Tonkin).

## Hình thành
Sau Chiến tranh thế giới thứ nhất, chính quyền thuộc địa Pháp tại Đông Dương đã tiến hành một số cải cách về chính trị nhằm đối phó với những biến động có thể xảy ra trong xứ cùng hỗ trợ cho chương trình khuếch trương khai thác thuộc địa. Mục tiêu của cuộc cải cách là nới rộng nền tảng xã hội cho chế độ thuộc địa. Viện Dân biểu Bắc Kỳ được thành lập trong hoàn cảnh đó, theo nghị định của Toàn quyền Đông Dương Alexandre Varenne ký ngày 10 tháng 4 năm 1926.

## Cử tri và Thành phần dân biểu
Cử tri đầu phiếu phải ít nhất 21 tuổi. Ngoài ra lại phải ứng vào một trong sáu diện sau đây:
1. Công chức, lý tổng, phó lý tổng, có bằng giáo dục trường Pháp Nam.
2. Quan lại hoặc sĩ tử đỗ đạt khoa cử.
3. Sĩ quan về hưu.
4. Đại biểu của hội đồng kì hào.
5. Thông ngôn trong chính quyền Bảo hộ.
6. Thương gia đóng ngạch thuế cao.

Số thành viên trong Viện Dân biểu xê dịch chứ không ấn định. Nói chung thì 1/4 là giới công chức hoặc kỳ hào do chính phủ bổ nhiệm. Số còn lại do cử tri bầu lên.

## Địa điểm
Địa điểm nhóm họp của Viện Dân biểu là số 172 rue du Coton, tức phố Hàng Bông, quận Hoàn Kiếm bây giờ.

## Hoạt động
Một hoạt động đáng ghi nhớ là những nghị luận sau cuộc khởi nghĩa Yên Bái năm 1930. Các nghị viên người Việt đã đồng thanh lên tiếng phản đối việc Quân đội Pháp ném bom triệt hạ làng Cổ Am. Ngoài ra Viện Dân biểu cũng phản bác sắc luật năm 1927 mà theo đó tăng cường quyền hành của toàn quyền Đông Dương và công sứ Pháp (résident) ở các tỉnh. Bị cản trở, thành phần người Việt đồng loạt bãi khóa, không vào họp nữa. Thành phần người Pháp liền mượn cơ hội đó thông qua các nghị quyết có ích cho chính quyền Bảo hộ kể cả giao cho Toàn quyền Đông Dương đặc quyền phán quyết về những bản án đại hình mà không cần tham khảo bên chính quốc.
Năm 1933, Thượng thư bộ Lại Ngô Đình Diệm ra yêu cầu chính phủ Pháp giao lại cho triều đình Đại Nam các quyền nội trị ở Bắc Kỳ giống như ở Trung Kỳ theo Hiệp ước Patenôtre (1884). Ngoài ra, ông còn đòi hỏi chính quyền thuộc địa Pháp ban nhiều thực quyền hơn cho Viện Dân biểu Trung Kỳ và Viện Dân biểu Bắc Kỳ. Nhưng các đề nghị của ông bị người Pháp từ chối và Ngô Đình Diệm từ chức thượng thư bộ lại.
Trong những năm 1936 - 1938, Đảng Cộng sản Đông Dương tiến hành đấu tranh để chiếm lấy nghị trường ở cả ba kỳ. Trong cuộc tuyển cử năm 1937 ở Bắc Kỳ, một thành viên thuộc báo Le Travail (Lao động) do Đảng chủ trương, ra tranh cử đã đắc cử. Năm 1938, ba nhóm Tin tức (bộ phận hoạt động công khai của Đảng Cộng sản Đông Dương), nhóm Ngày nay (xu hướng cải lương) và chi nhánh Đảng Xã hội Pháp ở Bắc Kỳ, thông báo lập trường và liên danh tranh cử. Liên danh này chiếm được 17 ghế trong viện. Khuất Duy Tiến, đảng viên Đảng Cộng sản Đông Dương, giành được 491/598 phiếu.
Cùng lúc đó Tiến sĩ Luật khoa Lê Thăng thuộc Đảng Đại Việt cũng đắc cử làm Nghị viên Viện Dân biểu.

## Tổ chức
Tất cả các nghị viên của Viện Dân biểu Bắc Kỳ đều là người Việt Nam, trong đó chiếm đa số là thành phần tư sản dân tộc, địa chủ, trí thức. Ủy viên của viện, thường gọi là "nghị viên", do cử tri bầu ra, gồm đại diện của những người đóng thuế thân, những thương nhân người Việt có đóng thuế môn bài và đại diện các tỉnh miền trung du, thượng du.
Nhiệm kỳ của ủy viên là ba năm, có thể tái cử. Viện họp mỗi năm một lần, trong thời gian trên dưới 10 ngày, do Thống sứ Bắc Kỳ triệu tập. Khi xét thấy cần, Thống sứ có thể đề nghị Toàn quyền Đông Dương ra nghị định giải tán viện.

## Danh sách các viện trưởng
- Nguyễn Văn Vĩnh
- Phạm Huy Lục
- Nguyễn Hữu Cự
- Phạm Lê Bổng